# Josef Georg Miller
Josef Georg Miller (* 8. Oktober 1905 in Augsburg; † 6. November 1983 in Kallmünz) war ein deutscher Kunstmaler.

## Ausbildung
Josef Georg Miller besuchte die Volksschule in Augsburg. Von 1924 bis 1926 machte er eine Lehre als Zimmerer im Geschäft seines Onkels in Augsburg. Ab 1926 studierte er Kunst in Stuttgart und dann in Leipzig bei Prof. Soltmann und Prof. Willi Geiger. 1931 erhielt er an der Akademie der bildenden Künste in Stuttgart bei Altherr und Spiegel zwei erste Preise, einen für die beste Jahresleistung, den zweiten für einen Wettbewerb in der Komponierklasse mit dem Thema „Werben“.

## Leben
Ab 1932 war er als freier Maler in Leipzig tätig. Hier bekam er eines der begehrten Ateliers im Künstlerhaus am Nikischplatz. In dieser Zeit entstand ein Band mit ca. 70 Holzschnitten, den er seinem Lehrer Willi Geiger widmete. Zur Wehrmacht wurde er wegen seiner Schwerhörigkeit nicht eingezogen. Drei seiner Bilder wurden in der Zeit des Nationalsozialismus aus dem Museum der bildenden Künste in Leipzig entfernt und vernichtet. Er verdiente seinen Lebensunterhalt wieder als Zimmerer.
Ab 1941 besuchte er die Akademie für angewandte Kunst in München und machte dort ein Keramikstudium bei Klein.
Während dieser Zeit lernte er seine spätere Frau Erna kennen. 1944 beschlossen beide von München wegzugehen und sich als Töpfer selbstständig zu machen. In Kallmünz bot sich ihnen die Möglichkeit, die Töpferei Glötzl zu übernehmen, bei der schon Kandinsky 1903 töpfern gelernt hatte. Ab 1944 lebten und arbeiteten beide in Kallmünz. 1946 trat Josef Georg Miller in den Berufsverband der Bildenden Künstler Regensburg als Maler ein.
Das Ehepaar Miller siedelte sich in Kallmünz an, weil sie hier eine Töpferei übernehmen konnten, Neugründungen waren während des Krieges nicht möglich.
Mit den Erlösen ihrer Keramikarbeiten konnten sie sich ihren Unterhalt finanzieren. die Einnahmen aus dem Kinderheim, dass die Millers gründeten, erlaubten Miller wieder intensiv zu malen.
Hauptmotive seiner Arbeiten sind expressionistische Darstellungen der Landschaft um Kallmünz sowie Szenen aus dem Kinderheim. Miller liebte leuchtende Farben und Spontaneität im Ausdruck. 1983 starb er, nachdem er von einem Auto erfasst wurde.